# アジール・チンドン
アジール・チンドン（ASYL CHING-DONG）は、1995年12月9日に発売された、ソウル・フラワー・モノノケ・サミットのデビュー・アルバム。

## 解説
ソウル・フラワー・ユニオンは1995年、阪神・淡路大震災の直後にソウル・フラワー・モノノケ・サミット名義で「出前慰問ライヴ」を行った。これは伊丹英子の発案によるもので、震災被災者に何か出来ないのかという気持ちからのことであった。諸般の理由からアコースティックな楽器を用いることにし、エレキ・ギターを沖縄の三線に、ドラムをチンドン太鼓や朝鮮のチャンゴに持ち替え、他のメンバーはそれぞれアコーディオンやクラリネットなどを持ち、マイクの替わりにメガホンや拡声器を使い（震災当初、如何なる場所でも演奏出来る、ということが主眼に置かれた故の「非電化」であった）、戦前戦後の流行歌やアイヌ民謡、沖縄民謡、朝鮮民謡などを彼ら独自のアレンジで演奏し、被災者の、特にお年寄りからの反響が大きく、メンバーはお年寄りに歌いつ教えられつといった感じで、慣れない楽曲を習得していったという。
このアルバムは、ソウル・フラワー・ユニオンが所属するメジャーのソニー・ミュージックエンタテインメント（キューンレコード）からのリリースではなく、自主制作という形をとり、沖縄系の作品を多く出しているインディーズのリスペクト・レコードからのリリースとなった。
前月にリリースされたソウル・フラワー・ユニオンのシングル「満月の夕」のカップリングとして本来は「復興節」（元は関東大震災後に流行した曲。ソウル・フラワー・ユニオン版は阪神・淡路大震災を題材にした歌詞が追加されている）を予定していたが、レコード会社の自主規制により却下される（ソニー・ミュージックエンタテインメントは烏賀陽弘道の取材に「震災をネタに浮かれていると取られる可能性が1%でもある限り、発売はできない」 と回答した）という事件のため、自主制作の道へとつながった。
本作は3万枚を売り上げ、ロング・セラーを続けている。
なお、アルバム・タイトルの「アジール」は、ドイツ語で「自由領域」「避難所」「権力が及ばない場所」を意味し、アルバム・ジャケットは、写真家北井一夫による三里塚闘争の写真である。

## 収録曲
1. 復興節 FUKKO-BUSHI 〜壮士演歌・添田さつき・1923年
2. 美しき天然 UTSUKUSHIKI TENNEN〜流行歌・1901年
3. ラッパ節 RAPPA-BUSHI 〜壮士演歌・添田唖蝉坊・1905年
4. 聞け万国の労働者 KIKE! BANKOKU NO RODOSHA 〜革命歌・1920年
5. デモクラシー節〜デカンショ節 DEMOCRACY-BUSHI-DEKANSHO-BUSHI  〜革命歌・1919年、兵庫民謡
6. 貝殻節〜アランペニ KAIGARA-BUSHI-ARANPENI 〜鳥取民謡、アイヌ民謡
7. がんばろう GANBAROU〜革命歌・1960年
8. 東京節 TOKYO-BUSHI〜壮士演歌・1919年
9. 竹田の子守唄 TAKEDA NO KOMORI-UTA (TAKEDA'S LULLABY)〜京都民謡